# Canens
Canens és un municipi occità de Volvestre en el Llenguadoc, del departament de l'Alta Garona, a la regió d'Occitània. Municipi de la zona urbana de Tolosa que limita amb el departament de l'Arieja, situat al Volvestre a 36 km al sud de Muret i a 54 al sud de Tolosa. Canens fa frontera amb altres cinc municipis, un dels quals es troba al departament de l'Arieja.

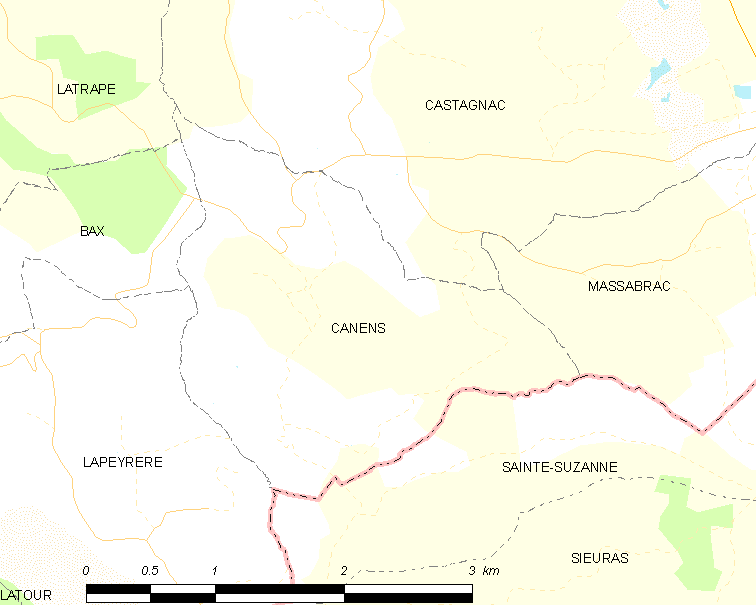
Mapa del municipi de Canens i els seus municipis propers.

La superfície del municipi és de 484 ha; la seva altitud varia de 240 à 361 metres.

## Tipologia
Canens és un municipi rural, perquè forma part dels municipis amb poca o molt poca densitat, en el sentit de la xarxa de densitat municipal d'INSEE.
A més, el municipi forma part de la Zona d'atracció de Tolosa, de la qual és municipi de la corona. Aquesta àrea, que inclou 527 municipis es classifica en àrees de 700.000 habitants o més (excepte París).

### Ús de la terra

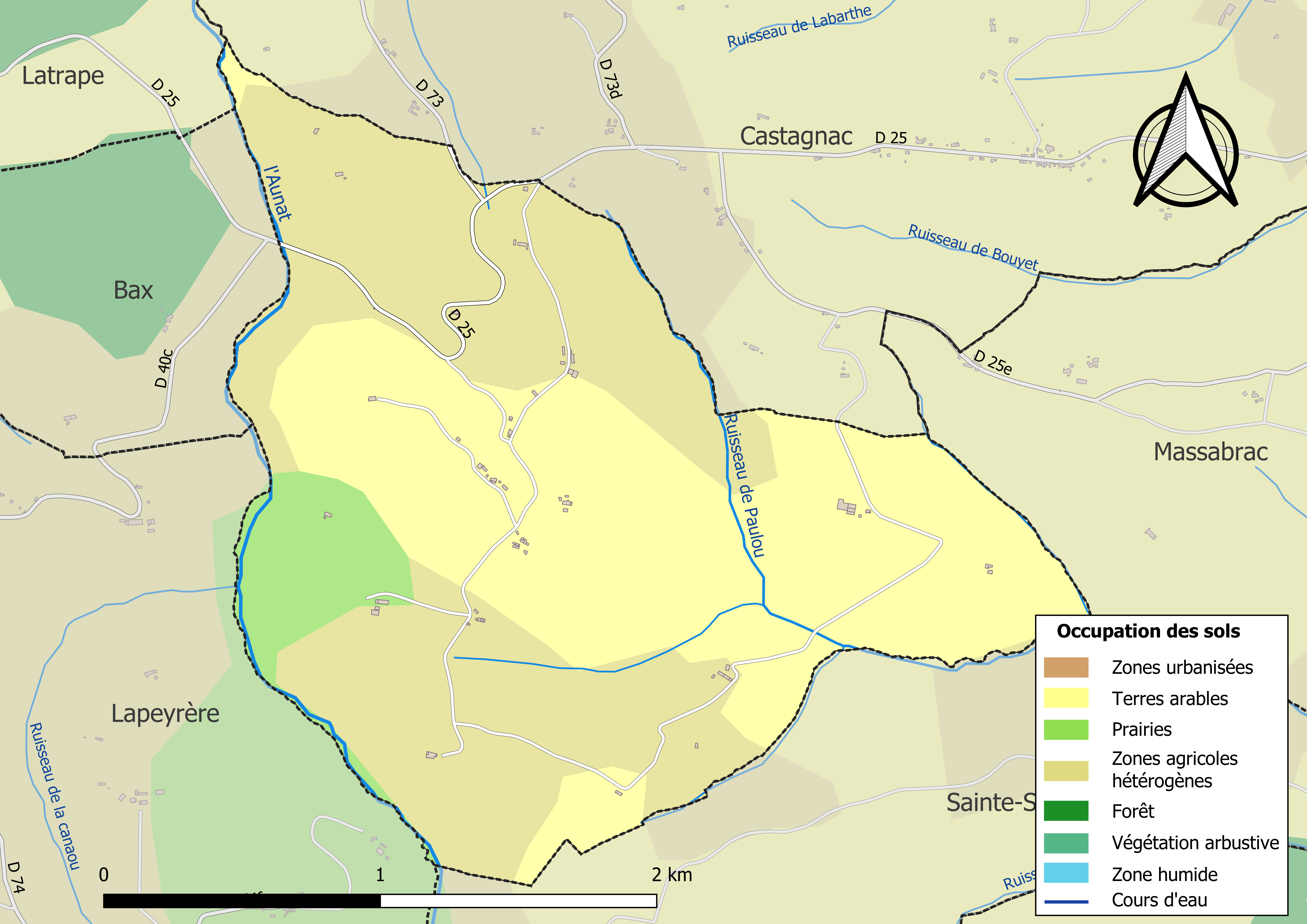
Mapa d'infraestructures i ús del sòl al municipi el 2018 (CLC).

L'ús del sòl del municipi, tal com es desprèn de la base de dades europea d'ús biofísic del sòl CORINE Land Cover (CLC), està marcat per la importància de les terres agrícoles (100 % el 2018), proporció idèntica a la del 1990 (99,9%) %). El desglossament detallat del 2018 és el següent: terres cultivables (47,2 %), zones agrícoles heterogènies (46,4 %), prats (6,4 %).
L'IGN també proporciona una eina en línia per comparar l'evolució al llarg del temps de l'ús del sòl al municipi (o zones a diferents escales). Es pot accedir a diverses èpoques en forma de mapes o fotos aèries: El mapa Cassini XVIII segle), el mapa del personal (1820-1866) i el període actual (1950 fins avui).

## Història
Des de l'edat mitjana fins a la seva desaparició el 1790 durant la Revolució Francesa, Canens va formar part de la Diòcesi de Rius.
Canens també va ser un reducte templer dependent de la comanderia de Montsaunès abans de ser transferit als hospitalers de l'orde de Sant Joan de Jerusalem a principis del s. XIV, esdevenint membre de la Comanderia.